# Xeque-Mate (banda)
Xeque-Mate é uma banda portuguesa de Heavy Metal formada em Setembro de 1979 no Porto.
Formados em 1979, na cidade da Maia, os XEQUE-MATE são referenciados como fundadores do heavy metal em Portugal, chegando mesmo a ser rotulados pelos mídias como sendo “os pais do heavy metal nacional”.

## Membros
- Xico Soares (vozes, 1979 - atualidade)
- Joaquim Fernandes (bateria, 1979 - atualidade)
- José Queirós (baixo, 1985 - 2024)
- Paulo Barros (guitarra, 1985 - atualidade), também dos Tarantula
- Artur Capela (guitarra, 2015 - atualidade), também dos Unnyverse
- Tiago Costa (guitarra, 2020 - atualidade), também dos Eoten, Firemage e Unnyverse
- Diego Alves (baixo, 2024 - atualidade)
- António Soares (guitarra, 1979 - Falecido em 2013[2])
- Aurélio Santos (baixo, 1979 - 1984)
- Kim (bateria, final dos anos 80)
- Fernando Vilela (guitarra, 2014), dos Maria Sem Pecado, ex-Fórmula, ex-Hardness

## Biografia
Corria o ano de 79, ainda se viviam os resquícios de uma revolução mal acabada, quando Xico Soares (voz), António Soares (guitarra), Aurélio Santos (baixo) e Joaquim Fernandes (bateria) se juntam para formarem os XEQUE-MATE. O chamado “boom do Rock Português” – com o surgimento duma catadupa de bandas a cantarem em português e a gravarem discos – ainda estava por acontecer (80-81).
A 1.ª maqueta é gravada no estúdio Rangel (Porto) – esta possibilita um contrato com editora Metro-Som, que tinha já em carteira bandas com algum renome a nível nacional, como UHF (banda), Jafumega ou Aqui d'el-Rock. É deste modo que surge o 1.º disco da banda – um single com os temas “Vampiro da Uva” e “Entornei o Molho…”, lançado no mercado discográfico em Maio de 81.
Não obstante as péssimas condições de gravação, produção, edição e promoção, o disco consegue um razoável sucesso, figurando nos tops de vários programas de rádio (de destacar o do famoso “Rock em Stock”). Em consequência surgem vários concertos ao vivo e participações em programas de rádio (são repetentes na “A Febre de Sábado de Manhã”) e de televisão (“Passeio dos Alegres” e mais uns quantos).
O tema “Vampiro da Uva” dá-lhes o mote. Fruto da sua fusão entre o hard rock e o heavy metal, são rotulados pelos media como “Pais do Heavy Português” – título algo sumário, no entender da banda. Em 83 mudam de baixista, entrando José Queirós para o lugar. É com essa formação que descem a  Lisboa para entrarem novamente em estúdio. É no Angel Studio que, por conta própria, com a preciosa ajuda de Álvaro Azevedo (reputado musico portuense)  na produção, gravam, produzem e masterizam em apenas uma semana o material que viria a dar origem, em 1985, ao seu primeiro e único albúm: "Em Nome do Pai, do Filho e do Rock 'n' Roll".
É nessa altura que entra para a banda como 2.º guitarrista Paulo Barros, futuro fundador dos Tarantula. O objectivo era reforçar o som ao vivo, conferindo mais peso à banda. 
O disco tem a honra de ser interditado pela beata Rádio Renascença, mas o “Às do Volante” é tema obrigatório de todos os programas radiofónicos de música pesada. Vão surgindo alguns grande concertos, abrindo para grandes nomes internacionais como Wilko Johnson e Diamond Head. 
Em 1985 gravam o seu primeiro e único LP, apesar contudo este não obtém muito sucesso devido à fraca divulgação.
Em 1997 a Metro-Som lança uma compilação que inclui o single "Vampiro da Uva" e o tema inédito e nunca lançando "A Música Vai Estourar".
Em 2016 a banda voltou a estúdio com alguns novos integrantes, para a gravação de um novo álbum onde para além de novos temas, houve também a regravação de temas antigos.
Em 2019 é lançado o single "Não Consigo Manter a Fé". 
Em 2020 o histórico álbum Em Nome do Pai, do Filho e do Rock'N'Roll fez 35 anos e foi reeditado em CD (digipack), remasterizado, incluindo ainda o single do Vampiro da Uva de 1981 na totalidade e um tema previamente não editado em 1985, na sua versão original gravada na época, Eles Rondam Isto, o qual fez parte do album de 2016 com nova roupagem. Esta reedição foi possível e concretizada através da Larvae Records. No dia 27 de setembro, apesar da pandemia vivida, foi possível realizar-se com sucesso o concerto de aniversário dos 35 anos do álbum, no Fórum Maia, seguindo-se todas as indicações da DGS, no qual o álbum foi tocado na íntegra, incluindo os temas do single de 1981 e a Eles Rondam Isto. 

## Discografia
- Vampiro da Uva (Single, 1981, vinil)
- Em Nome do Pai, do Filho e do Rock 'N' Roll (LP, 1985)
- Grande Geração do Rock - Histórico 1 (Compilação, 1997, CD)
- Æternum Testamentum (Álbum, 2016, CD)
- Não Consigo Manter a Fé (Single, 2019, em plataformas digitais)
- Em Nome do Pai, do Filho e do Rock 'N' Roll (Álbum, 2020, reedição em CD remasterizado, inclui todo o single Vampiro da Uva e um tema previamente não editado de 1985)
- Não Consigo Manter a Fé (Álbum, 2022, CD)
- Talvez No Céu (Single, 2025, em plataformas digitais)
- Corre, Corre (Single, 2025, em plataformas digitais)
- Entrudo (Álbum, 2025, CD)